# Großsteingräber bei Hanstedt II
Die Großsteingräber bei Hanstedt II waren fünf oder sechs Grabanlagen der jungsteinzeitlichen Trichterbecherkultur nahe dem zu Uelzen gehörenden Ortsteil Hanstedt II im Landkreis Uelzen, Niedersachsen. Vier dieser Anlagen sind auch als Großsteingräber bei Gansau bekannt. Alle Gräber wurden im 19. Jahrhundert zerstört.

## Lage

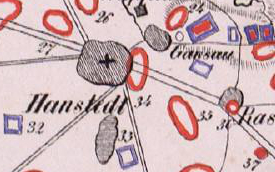
Vorgeschichtliche Denkmäler in der Umgebung von Hanstedt II nach von Estorff (Großsteingräber in blau)

Der Wohnplatz Gansau liegt nordöstlich von Hanstedt II. Vier Gräber befinden sich östlich hiervon. Grab 1 war dem Ort am nächsten und etwa 170 m entfernt. Grab 2 lag etwa 140 m südlich und die unmittelbar beieinander liegenden Gräber 3 und 4 etwa 280 m östlich hiervon. Zwei weitere Gräber lagen südwestlich und südöstlich von Hanstedt II.

## Beschreibung
Die Großsteingräber wurden 1846 von Georg Otto Carl von Estorff dokumentiert. Vier Gräber bei Gansau wurden von ihm näher beschrieben und von dreien fertigte er Zeichnungen an. Diese vier Gräber wurden als Großsteingräber bei Gansau geführt. Über die anderen beiden Gräber bei Hanstedt II machte von Estorff keine näheren Angaben. Zwei der durch von Estorff beschriebenen Anlagen tragen die Sprockhoff-Nummern 799 und 800. Alle Gräber wurden in der zweiten Hälfte des 19. Jahrhunderts zerstört, wobei die genauen Gründe dafür nicht mehr bekannt sind. Ihre Steine dürften wie bei vielen anderen Grabanlagen dieser Art für den Straßenbau verwertet worden sein oder sie wurden von Bauern beseitigt, da sie beim Beackern der Felder störten.

### Grab 1

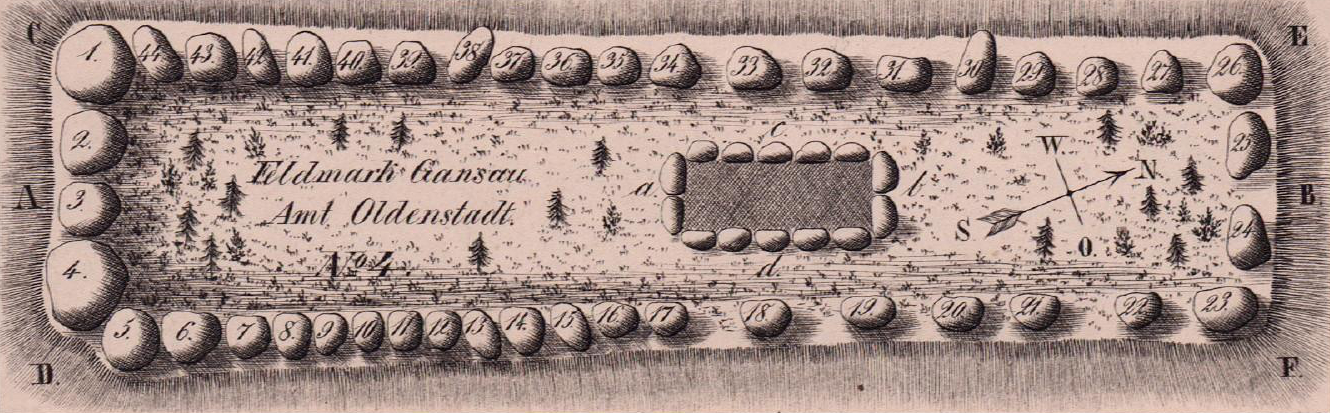
Grab 1 nach von Estorff

Grab 1 besaß ein trapezförmiges, ungefähr nord-südlich orientiertes Hünenbett mit einer Länge von 31 Metern und einer Breite von neun Meter im Süden bzw. sieben Meter im Norden. Die steinerne Umfassung war bei von Estorffs Aufnahme noch einigermaßen vollständig erhalten, wies aber vor allem an der östlichen Langseite bereits einige Störungen auf. Etwas nördlich von der Mitte des Hünenbetts lag die Grabkammer. Sie war ebenfalls nord-südlich orientiert und hatte eine Länge von etwa 4,6 Meter sowie eine Breite von knapp 2 Meter. Sie besaß gemäß von Estorffs Beschreibung fünf Wandsteinpaare an den Langseiten und je einen Abschlussstein an den Schmalseiten. Auf der Zeichnung sind hingegen fälschlich je zwei Abschlusssteine angegeben. Die Decksteine waren bereits alle entfernt worden.

### Grab 2
Grab 2 war bereits bei von Estorffs Aufnahme weitgehend zerstört. Es besaß ein trapezförmiges, nordost-südwestlich orientiertes Hünenbett mit einer Länge von 22 m und einer Breite von 5 m im Nordosten bzw. 7 m im Südwesten. Am nordöstlichen Ende lag die Grabkammer, die bereits aller Decksteine beraubt war.

### Grab 3

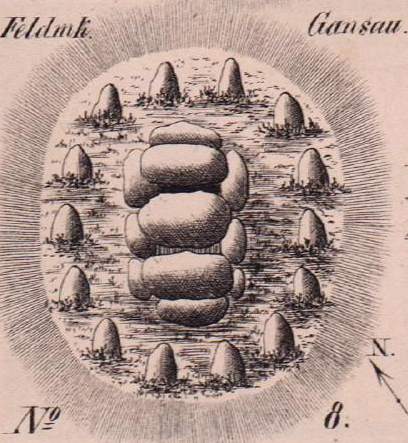
Grab 3 nach von Estorff

Grab 3 besaß ein kurzes, ovales, nordost-südwestlich orientiertes Hünenbett mit weitgehend vollständig erhaltener steinerner Umfassung. Die im Zentrum gelegene Kammer hatte eine Länge von 4 m und eine Breite von 1,6 m. Sie besaß drei Wandsteinpaare an den Langseiten und je einen Abschlussstein an den Schmalseiten. Alle drei Decksteine lagen bei von Estorffs Aufnahme noch an ihrer ursprünglichen Position.

### Grab 4

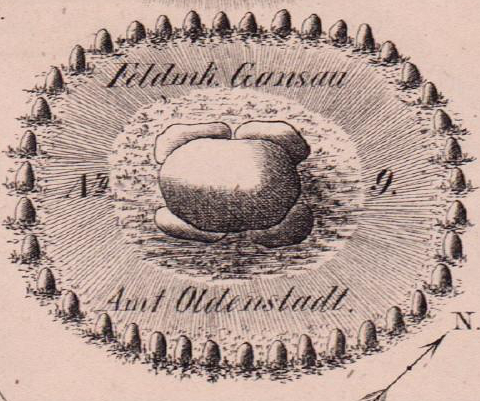
Grab 4 nach von Estorff

Grab 4 besaß eine weitgehend vollständige, ovale Umfassung, in deren Zentrum die Grabkammer lag. Sie war nordost-südwestlich orientiert und besaß lediglich zwei Wandsteinpaare und einen einzelnen Deckstein. Aufgrund der geringen Größe der Kammer wurde sie von Ernst Sprockhoff nicht als Großsteingrab, sondern als Steinkiste angesprochen.